# Iglesia de San Francisco (Ayamonte)
La Iglesia de San Francisco es un templo católico situado en el municipio español de Ayamonte (Huelva, Andalucía). Se encuentra ubicado en la plaza del mismo nombre, justo enclave que da paso del barrio antiguo denominado «La Villa», a su ensanche natural el barrio de La Ribera. El templo está consagrado a San Francisco. Actualmente, está considerada como BIC (Bien de Interés Cultural), y fue declarada Monumento histórico-artístico perteneciente al Tesoro Artístico Nacional mediante decreto de 3 de junio de 1931.

## Historia
Aunque actualmente sólo quede la Iglesia, anexa a esta se encontraba el Convento Franciscano, fundado en 1417 por la Casa de Béjar, aunque consta como fecha oficial de su fundación el año de 1527 por la viuda de Don Francisco de Zúñiga y Guzmán, Leonor de Manrique y Castro. En él se guardaba la reliquia del Santo Sudario de Cristo, que se la concedió al convento Don Francisco de Guzmán, marqués de Ayamonte, en el año 1578.
En 1550 se fundan en la Iglesia las Hermandades de la Vera Cruz y de la Soledad, esta última construyó una capilla propia anexa a la Iglesia, hoy convertida en Casa Museo de la Hermandad de la Soledad de Ayamonte.
En 1648, tanto el convento como la Iglesia habían sido muy renovados, contando con espacio para cuarenta religiosos y una escuela para niños. En ese mismo año, se reunían en el convento los conspiradores que pretendían la secesión de Andalucía, en un reino independiente de la Corona de Castilla, en el que sus mayores valedores fueron el conde duque de Medina Sidonia, y su primo el Marqués de Ayamonte; descubierto el complot, este último fue condenado a muerte y decapitado.
Sufrió mucho el terremoto de Lisboa de 1755, cuando quedó en pie únicamente la nave central, y en el siglo XIX, con la Desamortización de Mendizábal, el convento fue abandonado, y solo quedó en pie la iglesia, ya que el debido a su abandono, el convento quedó en ruinas. Hace no demasiado tiempo se reconstruyó siguiendo un antiguo modelo de casa de vecinos con patio compartido, en el cual hay casas particulares.

## Descripción
La iglesia de San Francisco posee una nave única a la que se le adosan una serie de volúmenes los cuales hacen que desde el aire el edificio forme una cruz latina. En el exterior cuenta con una portada renacentista, a modo de porche. Se compone de un pequeño espacio cerrado por una cancela de hierro enmarcada por columnas de estilo dórico a cada lado, soportadas por gruesos pedestales y estriadas en las zonas más altas, que soportan un friso decorado con triglifos y metopas en las que se inserta un motivo estrellado que también se repite en el interior del edificio. El campanario consta de espadaña de doble cuerpo con añadidos barrocos.

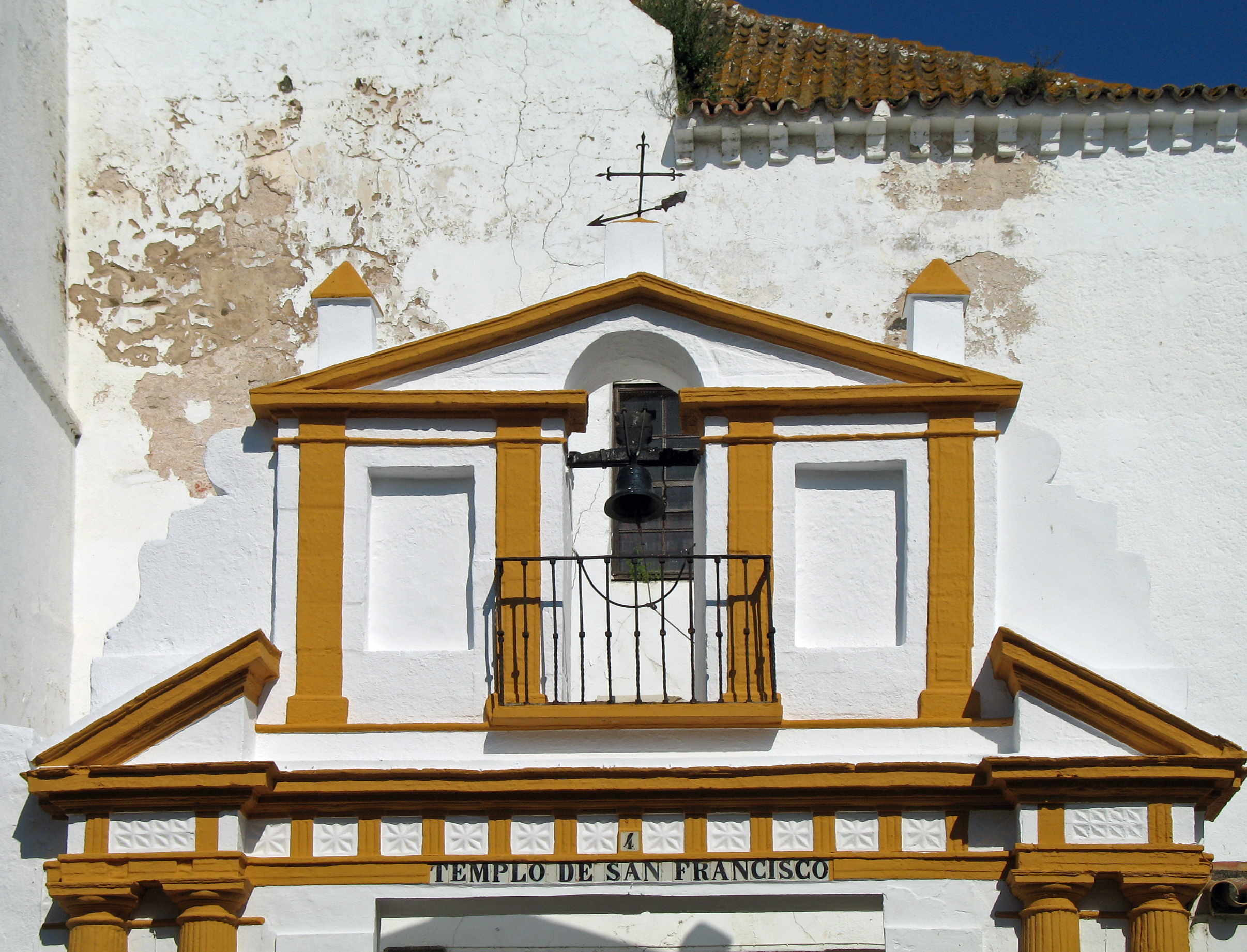
Detalle de la fachada.

La primitiva portada de la iglesia, en el patio de acceso, data del siglo XVI, presenta un estilo portugués. Traspasada la entrada principal, se entra en una bella zona de arcos esgrafiados con párrafos de libros sagrados, sostenidos por columnas genovesas de mármol del siglo XVI.
La nave central, orientada Este - Oeste, posee una techumbre con uno de los mejores artesonados de madera de la provincia de Huelva, de estilo mudéjar, con un diseño geométrico y con claras influencias artísticas islámicas.
El presbiterio, de igual anchura que el resto de la nave, de planta casi cuadrada, se halla separado del resto por un arco de medio punto, y decorado con pinturas de los escudos de armas de los marqueses de Ayamonte, fundadores del templo. Su techo es una rica armadura soportada por pechinas de madera labradas en forma de abanico, datadas en la primera mitad del siglo XVI, aunque no se descartan posibles añadidos del siglo XVII.

## Retablos

### Retablo del Presbiterio
Del siglo XVI, es de estilo renacentista y se compone de cuatro cuerpos y cinco calles, siendo básicamente, un conjunto de obras pictóricas separadas por columnas jónicas estriadas. En el nivel inferior de la calle central encontramos el espacio del Sagrario, sobre éste, una imagen de bulto redondo de la Inmaculada Concepción, en el nivel superior una imagen de San Francisco de Asís, y sobre ésta, una cruz. Rematando todo el conjunto, el escudo franciscano rematado por la corona de marqués, representando a la Orden de San Francisco y al Marquesado de Ayamonte.

### Retablo de la Capilla de la Hermandad de la Soledad
Realizado a finales del siglo XIX, la Hermandad fundada en 1550, decide invertir en adecentar el templo, y entre algunas medidas se encuentra la realización de un retablo con el escudo de la Hermandad. Por las dimensiones de la capilla, es considerablemente más pequeño que el retablo del Presbiterio.

## Pinturas
Pinturas del Retablo del Presbiterio: Aparece decorado con dieciséis óleos sobre lienzos que representan a santos ligados directamente con la vida de Jesús o con la Orden Franciscana, así como otros santos ligados a la difusión del Evangelio. Toda la parte pictórica se halla muy repintada, por lo que es muy difícil datarla, en la mayoría de los casos la importancia la tiene exclusivamente la figura, y ésta aparece con una gran monumentalidad. La obra contiene muchos rasgos italianizantes.
Pinturas Murales: Los arcos que sostienen al sotocoro, peraltados de medio punto, se hallan adornados con unas pinturas esgrafiadas que consisten en párrafos del Libro de los Salmos y de los Proverbios, además de otros elementos decorativos, que fueron descubiertos en la restauración realizada entre los años 1975 y 1977.

## Imágenes religiosas que se encuentran en la Iglesia
- Jesús Resucitado: Atribuida a Juan de Mesa, se conserva únicamente la cabeza de la imagen en la Casa Museo de la Hermandad de la Soledad, anexa a la Iglesia.
- Cristo de la Vera Cruz, titular de la Hermandad de la Soledad: Obra de Antonio León Ortega en 1941 para sustituir al crucificado original del siglo XVI destruido en la guerra civil española.
- Cristo Yacente, titular de la Hermandad de la Soledad: De la imagen original del siglo XVI sólo se conservan la cabeza y un brazo, y por sus rasgos se atribuye a Andrés de Ocampo. El resto del cuerpo es obra de Antonio León Ortega en 1937 para sustituir las partes de la imagen que no pudieron salvarse de los incidentes ocurridos en la guerra civil.
- María Santísima en su Soledad, titular de la Hermandad de la Soledad: Obra del siglo XVI de autor anónimo, que debido a los destrozos de la guerra civil, fue reconstruida por el imaginero Antonio Castillo Lastrucci.
- Cristo de las Aguas, titular de la Hermandad de la Sagrada Lanzada: Obra de Antonio León Ortega en 1956.
- María Santísima de la Esperanza del Mar, titular de la Hermandad de la Sagrada Lanzada: Obra de Luis Álvarez Duarte, realizada en 1976.

## Hermandades con sede en el templo
- Hermandad de la Lanzada. Fundada en 1918 en la Iglesia Parroquial de Nuestra Señora de las Angustias y reorganizada en 1954.
- Hermandad de la Soledad. Fundada en 1550.